# Лиса Симпсон
Лиса Мари Симпсон (енгл. Lisa Marie Simpson) је лик из анимиране ТВ серије Симпсонови, глас јој позајмљује Јардли Смит. Мет Грејнинг, креатор ове серије, дао јој је име. Лиса је толерантна девојка, с високим коефицијентом интелигенције који износи 159. Једна је од најбољих ученица у школи. Свира саксофон. По вери је будиста. Ћерка је Хомера и Марџ Симпсон. Има сестру и брата, Меги и Барта Симпсон. Лиса је вегетаријанац.